# 동갈횟대
동갈횟대(학명: Hemilepidotus gilberti)는 둑중개과에 속한 조기어의 일종이다. 홋카이도 근해에서 베링해에 이르는 서북태평양에 서식한다.